# Opol
Opol ist eine philippinische Stadtgemeinde in der Provinz Misamis Oriental. Sie hat 61.503 Einwohner (Zensus 1. August 2015).

## Sehenswürdigkeiten
Die Philippine Ostrich & Crocodile Farm ist die erste Straußenfarm der Philippinen. Auf der Farm werden mehrere Hundert Krokodile und Strauße gehalten. Die Farm ist der Öffentlichkeit zugänglich.

## Baranggays
Opol ist politisch in 14 Baranggays unterteilt.
- Awang
- Bagocboc
- Barra
- Bonbon
- Cauyonan
- Igpit
- Limonda
- Luyongbonbon
- Malanang
- Nangcaon
- Patag
- Poblacion
- Taboc
- Tingalan